# Sante Ancherani
Sante Ciro Agide Ancherani (Cotignola, 6 settembre 1882 – Roma, 9 settembre 1971) è stato un calciatore, allenatore di calcio e dirigente sportivo italiano, di ruolo attaccante.
È stato uno dei pionieri della sezione calcio della Lazio, nonché primo capitano biancoceleste della storia.

## Carriera

### Giocatore e allenatore

Sante Ancherani, uno dei pionieri della storia laziale.

All'età di quattro anni si trasferì con la famiglia a Roma dalla natia Cotignola, in provincia di Ravenna.
Nel febbraio 1900 i soci fondatori della Lazio, apprezzate le promettenti doti fisiche del ragazzo, lo tesserarono come atleta. Il 15 maggio 1904 in Piazza d'Armi, nelle vicinanze di Piazza Mazzini, marcò le tre reti della vittoria biancoceleste nella gara con la C.S. Virtus, considerata, seppur ufficiosamente, come il primo Derby romano.[senza fonte] Con la Lazio vinse il Campionato Interregionale Centro-sud, organizzato a Pisa nel giugno 1908: le Aquile affrontarono la mattina la Lucchese, nel primo pomeriggio la SPES Livorno e nello stesso giorno il Pisa, ottenendo tre vittorie.
Ancherani suonava anche nella banda comunale di Alberto Vassalla come seconda tromba, tanto che nel 1914 abbandonò il calcio per dedicarsi completamente all'attività musicale, dopo aver allenato per un breve periodo la Pro Roma, pur rimanendo socio della Lazio.

### Dopo il ritiro
Risiedeva ad Ottavia, nell'Agro romano, ove tuttora si trova il suo villino. Ancherani aveva tre figli, due femmine ed un maschio, che - unitamente ai nipoti e alla nuora - collaborarono nella gestione di un negozio di articoli sportivi che aveva aperto a Roma, in via dei Prefetti.
Morì nella capitale il 9 settembre 1971 ed è sepolto nella tomba di famiglia presso il cimitero monumentale di Roma, il Verano,
dove di tanto in tanto qualche tifoso laziale lascia bigliettini e lettere di ringraziamento.

## Palmarès

### Giocatore

#### Competizioni nazionali
- Terza Categoria: 3

Lazio: 1909-1910, 1910-1911, 1911-1912

### Allenatore-giocatore

#### Competizioni regionali
- Campionato Romano: 1

Lazio: 1907